# Szamosújvári vár

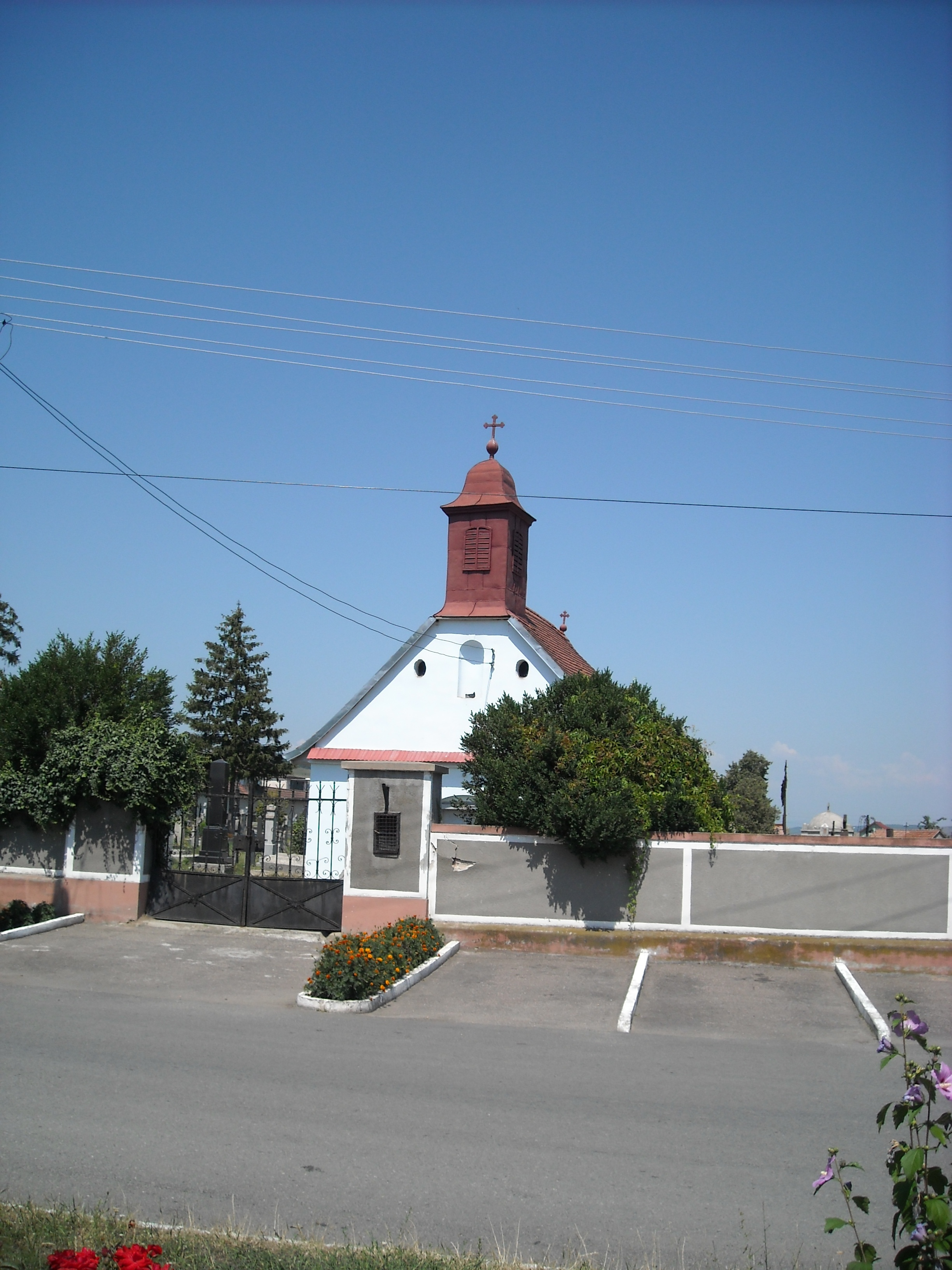
A börtöntemető kápolnája

A szamosújvári vár, azaz a 2015-ben is működő szamosújvári börtön műemlék épület Romániában, Kolozs megyében. A romániai műemlékek jegyzékében a CJ-II-m-B-07658 sorszámon szerepel.

## Fekvése
Szamosújvár északnyugati részén, a Kis-Szamos jobb partján található. Mellette halad el az E576-os út.

## Története
A vár építése 1539-ben kezdődött Szapolyai János parancsára, Bánk Pál királyi várnagy vezetésével, azzal a céllal, hogy meggátolja a Habsburg-párti csapatoknak a Kolozsvár felé haladását. Az építkezést Martinuzzi György kincstartó felügyelete alatt, Domenico da Bologna tervei alapján fejezték be 1542-ben, felhasználva a lerombolt Bálványos vára köveit. 1540-ben a segesvári országgyűlés egyik végzése kimondta ugyan, hogy ezt az új várat le kell rombolni, de ez nem történt meg. Martinuzzi a várban őrizte vagyonát, halálakor ez 250 000 magyar forintot, 889 márka veretlen aranyat, 2453 márka ezüstöt, 4000 Lüszimakhosz-aranyat tett ki, nem számítva az aranyláncokat és különböző dísztárgyakat.
Martinuzzi meggyilkolása (1551) után 1552-ben I. Ferdinánd a várat összes tartozékaival Báthori András erdélyi vajdának adományozta, egyben kikötötte, hogy a vár védelméről Castaldo temesi ispánnal együtt gondoskodjék. Báthori után a két erdélyi vajda közül Dobó István lett vár birtokosa, ám a másik vajda, a Szapolyai pártján álló Kendi Ferenc 1556. november 26-án elfoglalta tőle. Ezt követően a kolozsvári országgyűlés Izabella királyné hozományául rendelte.
1594. szeptember 13-án Báthory Zsigmond fejedelem a várban végeztette ki Báthory Boldizsár országos főkapitányt és Kovacsóczy Farkas kancellárt. 1595 szeptemberében a török veszedelem elől ide helyezte el feleségét, Mária Krisztiernát. 1599-ben a várat Mihály vajda szerezte meg. 1601-ben Gyulafi László rövid időre visszahódította Giorgio Basta embereitől, de kénytelen volt visszaadni, és csak 1604-ben tudta Bocskai István serege visszaszerezni II. Rudolf császártól.
1609. április 26-án a kolozsvári országgyűlés Báthory Gábor fejedelem beleegyezésével Szamosújvárt Kendi Istvánnak adta, aki aztán 1610. március 21-én ide menekült a Báthory ellen tervezett sikertelen széki merényletet követően. 1620. július 9-én Bethlen Gábor ide záratta Péchi Simon kancellárt, aki csak a fejedelem halála után szabadult ki. 1638. július 7-én a dési terminust követően ide szállították az elítélt szombatosokat, akiket I. Rákóczi György rendeletére a vársáncok ásásánál és építésénél dolgoztattak mindaddig, amíg hajlandók voltak vallásukat elhagyni.
A 17. század végére a vár katonai jelentősége csökkent, birtokai megfogyatkoztak. A Lotharingiai Károly császári hadvezér és I. Apafi Mihály erdélyi fejedelem által 1687-ben kötött balázsfalvi paktum alapján a várba királyi katonaságot helyeztek el. 1717-ben III. Károly a szamosújvári uradalmat a vár kivételével a román görögkatolikus egyháznak adományozta.
II. József 1786. október 20-i rendelete nyomán a várat Carcer Magni Principatus Transilvaniae néven börtönné alakították át, amely 1787. január 1-jén kezdte meg működését. 1878-ban a szamosújvári börtönben halt meg Rózsa Sándor, az egyik legismertebb betyár.
1857–1861 között a börtönt egy háromemeletes új épülettel egészítették ki, a sáncot parkká alakították át. 1913. május 1-jétől kiskorúak javítóintézetévé lett. 1919. március 3-án a börtönt a román állam vette át.
A kommunista rendszerben a börtön a politikai elítéltek fogvatartásának helyszínévé vált; 1958 és 1964 között kizárólag politikai elítélteket őriztek itt. Többek között itt raboskodtak Andrássy Ernő, Wolf von Aichelburg, Nicolae Balotă, Bodor Ádám, Friedrich Cloos, Corneliu Coposu, Csiha Kálmán, Gazda Ferenc, George Guțiu, Alexandru Ivasiuc, Kósa Bálint, Lévai Lajos, Nagy Géza, Páll Lajos, Puskás Lajos, Georg Scherg, Szilágyi Sándor, Varró János, Visky Ferenc, és itt végezték ki Teodor Mărgineanut, valamint az érmihályfalvi csoport tagjai közül Balaskó Vilmost, Sass Kálmánt és dr. Hollós Istvánt. A börtönben hunyt el Alexandru Rusu görögkatolikus püspök, és itt gyilkolták meg Ion Flueraș szociáldemokrata politikust.
1990. augusztus 30-án nagyarányú lázadás tört ki a börtönben; a rendet a belügyminisztérium és hadügyminisztérium együttes erőivel sikerült csak helyreállítani.
1997-ben a volt politikai elítéltek egyesületének kezdeményezésére a börtönnek a kivégzések helyszínéül szolgáló cellájában múzeumot alakítottak ki.